# Maïserie du Cameroun
La Maïserie du Cameroun (Maïscam) est l’une des plus importantes unités agro-industrielles de la partie septentrionale du Cameroun, avec la Sodecoton, la Cicam... Elle produit du maïs sur une superficie de 2 500 hectares et est basée dans la ville de Ngaoundéré, région de l’Adamaoua.

## Histoire
L'entreprise est fondée par Abbo Ousmanou.

## Production
Maïscam a produit en 2017 1 200 tonnes de gritz (livré aux Brasseries du Cameroun), de farine et de remoulage. 
La demande en 2017 est portée par les consommations locales des régions septentrionales du Cameroun, où les céréales (maïs, sorgho, mil, riz) sont l’aliment de base des populations, par la présence de nombreux réfugiés nigérians et centrafricains dans cette partie du Cameroun et par les commandes du Programme alimentaire mondial (PAM).
L'offre est en baisse entre 2014 et 2017 à cause de la faible pluviosité et de l’abandon des plantations par les agriculteurs fuyant les exactions de la secte Boko Haram.